# Райське (Каховський район)
Райське — селище в Україні, у складі Новокаховської територіальної громади Херсонської області. Населення становить 1238 осіб.
Тут розташовано офіс ТОВ "Південмлин" (Мірошник) - велике агропідприємство, що займається виробництвом борошна та макаронних виробів.

## Історія

### Російсько-українська війна
24 лютого 2022 року село тимчасово окуповане російськими військами під час російсько-української війни.
18 липня 2022 року ЗСУ повідомили про знищення російського складу з боєприпасами, а також скупчення озброєння з технікою в районі Райського.

## Персоналії
- Черних Євген Сергійович (1991—2020) — солдат Збройних сил України, учасник російсько-української війни.